# Soninké
Los soninké son un grupo étnico de África Occidental que vive en grupos dispersos entre Senegal, Mauritania y Malí, así como en el este de Gambia, en Costa de Marfil, Guinea Bissau, Ghana y Burkina Faso. Se calcula que hoy en día pueden sobrepasar una población de 1 703 000 personas. Son un pueblo mandé que desciende de los bafour y está estrechamente relacionado con los imraguen de Mauritania. Fueron los fundadores del antiguo Imperio de Ghana, Wagadu (750-1240 d. C.). Los soninké son aún hoy en día la columna vertebral de países como Gambia, Senegal y Malí. A través de toda la historia han sido los comerciantes de diamantes en oro, sal y diamantes.
Hablan el idioma soninke, que pertenece al grupo de las lenguas mandé, al que también pertenecen el mandenká (mandinká, Koniake, bambara, dioula, kagoro, etc.) el bissa, el bozo, el mende, el susu, el yacouba, el vai y el ligbi. Este grupo lingüístico forma parte de las lenguas Níger-Congo.
Tras el contacto con los comerciantes almorávides del norte sobre el año 1066, los nobles soninké abrazaron el Islam, siendo de los primeros grupos étnicos subsaharianos en seguir las enseñanzas de Mahoma. Por lo general son musulmanes sunitas. Hay algunas comunidades cristianas y también grupos animistas.

## Etimología
Se designan a sí mismos soninké, palabra que en realidad es la forma singular de soninko, pero también se les conoce por los nombres que les han dado sus vecinos wolof: sarakhoulé (que significa literalmente persona blanca y era como los soninke llamaban a los franceses cuando llegaron a colonizar la región); son llamados marakas por los bambara, wangara por los mandinga, songhai por los wakoré, aswanik por los de Asuán o Toubakaï. También incluyen los subgrupos Maraka y Wangara.

## Geografía
Los soninke viven hoy en toda el África Occidental, especialmente en torno a la tierra del ex Imperio de Ghana, ocupando un territorio de unos 800 km de este a oeste desde el valle medio del río Senegal.
La mayoría de los soninke viven en el oeste de Malí y en la frontera del país con Senegal, entre Nara y Nioro du Sahel.
Según el censo de 1988 en Senegal, los soninke eran 113 184, un 1,7 % de una población total del país estimada en 6 773 417 habitantes. La búsqueda de trabajo durante la etapa de la Francia colonial llevó a muchos soninke a construir comunidades en Dakar y en otras grandes ciudades de África.
En Mauritania, viven al sur en las regiones de Guidimakha y Gorgol, a lo largo del valle del río Senegal. Son sin duda los mayores cultivadores del país.
Hay que destacar que existe una gran diáspora fuera de África, sobre todo en la región de París. En la década de los 70, los soninke representaban casi el 70 % de la población subsahariana emigrante en Francia.

## Historia

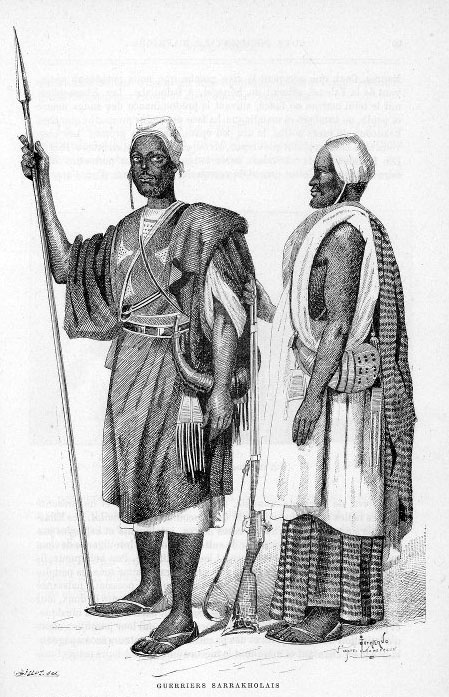
Guerreros sarakhoulé (grabado de 1890).

Los soninke fueron los fundadores del Imperio de Ghana —también conocido con el nombre de Wagadu—, situado al sur del Sáhara en el valle medio del río Senegal. Su fundación, de acuerdo a la tradición oral de los soninke, se debe a una figura legendaria, Igo Khass Dingka (que significa "hombre grande y viejo"), quien procedía de la región de Asuán en Egipto, de ahí el nombre Aswanik, según el cual son nombrados soninko.

### Leyendas
El ancestro de los soninko, Dingka, pertenecía a la nobleza de Egipto y era teniente del faraón. Cuando Dingka llegó al oeste de África, a la región que hoy ocupan Malí, Mauritania y Senegal, se encontró con una nación de agricultores, los Karos, a quienes logró dominar junto con sus seguidores, gracias a que sus tropas eran excelentes jinetes y estaban armados con lanzas, espadas y escudos de hierro.
Cuenta la leyenda que en la región reinaba una serpiente de siete cabezas llamada Bida, con la que tuvo que negociar Igo Khass Dingka para instalar el Estado Wagadu. La serpiente aceptó dejar su imperio con la condición de que le fuera entregada, cada siete años, la chica más bella de Wagadu. Antiguamente, los soninke consideraban que había que sacrificar a una persona para fundar un pueblo.
Por el pacto con la serpiente, esta daría a Wagadu la riqueza, el oro y la lluvia para los cultivos. Igo Khass Dingka es el antepasado de los apellidos soninke Wague, Diaby, Gassama, Doucouré, Cisse, Sylla, Tandia, Sokhona, Touré, Diane, Beret, Sakho Baradji y Bakhayokho.

### Expansión y caída del Imperio
El Imperio de Ghana controló, a partir del siglo VIII, el comercio transahariano y su apogeo llegó en los siglos IX y X.
En el siglo XI, tras varias invasiones almorávides venidas del Norte, el imperio se debilitó progresivamente hasta su caída definitiva en el siglo XIII y se inició una época de diáspora por toda la región del África occidental. Debido a la persecución por parte de los bereberes, en el siglo VIII, el pueblo soninke emigró hacia el sur dispersándose por territorios muy distantes unos de otros, lo que hace que en la actualidad no ocupen un territorio definido, sino mezclados con muchos otros pueblos. Dieron lugar a más etnias como los bozo, descendientes de los sarakhoulés dispersos a partir del siglo XII, que se convirtieron en pescadores en el río Níger.
Mediante la dispersión, extendieron el islam, ya que son uno de los primeros pueblos islamizados del África subsahariana. El viaje es una tradición entre los soninke, que explica todos sus movimientos.

### Otras fundaciones
Los tres grupos soninke principales son los Marka, Nono y Azer. Otros grupos importantes son los Sisse, Drame, Sylla y Kante. Algunos de los grupos soninke se han ido diluyendo a lo largo de los siglos por sus matrimonios mixtos con wolof, serer y malinke.
Aunque las tradiciones orales hablan sobre todo de los soninke de Wagadu, al parecer, los soninke formaron otros reinos prestigiosos en la región, como Kaarta, Gajaaga y Gidimaxa. Cada uno de estos reinos era gobernado por el “tunka” o rey, el único que era el “propietario o maestro de la fuerza, del poder”, el “fankama”.
Crearon, igualmente, el reino de Galam en Senegal, en el valle del río Senegal, que era un antiguo reino que se encontraba al sur de Fouta-Toro y al este del reino de Djolof. El reino fue varias veces esclavizado por los Djolof en la época en que éstos constituían un imperio, por los Fouta-Toro y por el reino bambara de Kaarta. Vivían de la agricultura, del comercio de la goma arábiga y del oro. Galam era el lugar de comercio de esclavos más importante de Senegal, los soninke poseían esclavos bereberes. Rara vez ofrecían sus propios esclavos a los negreros franceses, les entregaban los capturados en los países vecinos.
Los galam sufrieron incursiones de los moros en busca de esclavos para el cultivo de la goma. Pero la mayoría de los intercambios comerciales fueron con los iniciadores contratistas europeos de la trata transatlántica de esclavos y los moros por la vía del comercio transahariano. La ciudad de Bakel está situada en el antiguo reino de Galam. En el siglo XIX, Mamadou Lamine Drame, un soninke morabito de Galam, presentó una de las mayores resistencias contra el colonialismo en el Senegal.

## Sociedad

### Organización social y política

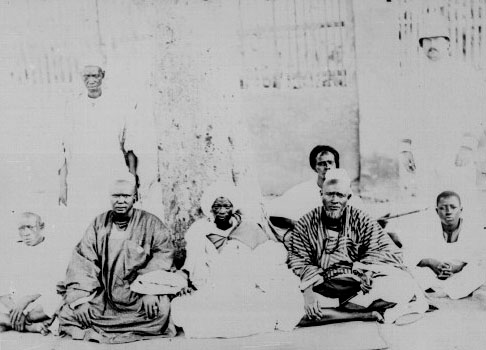
Diobé, gobernante de Bakel, y sus asesores: 1887-1888. Bakel, una cosmopolita ciudad soninke de comercio, era un objetivo de la expansión francesa de mediados del. Esta fotografía fue tomada por los miembros de la expedición del coronel Joseph Galliéni, en una campaña para crear protectorados franceses hasta el río Senegal en el moderno Malí.

El antiguo Imperio soninke fue gobernado por un emperador que tenía un gran poder y tenía el control del comercio transahariano. Su poder estaba limitado por algunas personas notables que estaban a cargo de la administración, los impuestos, el ejército, la justicia y los derechos de otros. Así que el gobierno central del imperio estaba compuesto por el emperador y los nobles que podemos considerar como asesores importantes. Los tribunales periféricos tenían cierta libertad de decidir sobre sus problemas interiores sin embargo, fueron supervisados por la corte imperial sobre los problemas de todo el imperio como el ejército. En el momento de Wagadu hubo un emperador a la cabeza del Imperio seguido por los nobles de las familias. Incluso después de la caída del imperio de la mayoría de las familias soninke todavía se mantiene esta jerarquía en sus aldeas. En la organización cada soninke ocupa un lugar en ese nivel. No se puede ser un rey o un herrero por elección, sino que el padre enseña a sus hijos qué habilidades van a desarrollar y estas se entienden como un mérito que se hereda de los antepasados.
Desde la época precolonial, la sociedad soninke practicaba el comercio de esclavos y progresivamente se convirtió en una sociedad esclavista. Hasta finales del siglo XIX, en las regiones soninke, un tercio o la mitad de la población eran esclavos. Para controlarlos, se les confina en barrios específicos de los pueblos, una costumbre que aún se mantiene.

### Jerarquía social
El "tunka", el rey, es el líder político. Es dueño de la tierra en su país y lo que crece allí. Los líderes del pueblo deben tener su bendición antes de ejercer.
Los actuales soninke componen una sociedad muy jerarquizada que comprende tres niveles:
- Los hooro son los hombres libres, el más alto rango social. Son los gobernantes, tienen el derecho de castigar y hacer justicia.
  - Entre ellos están los tunkalemmu (príncipes que están destinados a reinar). Sólo ellos pueden convertirse en rey, porque llevan ese liderazgo en la sangre al haberlo heredado de sus antepasados.
  - La siguiente clase son los mango (cortesanos, guerreros, confidentes de los tunkalemmu). Cuando hay algún problema entre las diferentes clases de hombre libre desempeñan el papel de mediadores. Cuando hay una guerra se convierte en el jefe del ejército ya que sus orígenes son el "kuralemme", que significa guerrero.
  - La última clase de hombre libre es el modinu, el sacerdote. Su origen deriva de la influencia del Islam dentro de la sociedad soninke. Los sacerdotes hacen justicia y educan a la población. Le enseñan el islam y la protegen con oraciones, y son muy respetados debido a su conocimiento de la religión.
- Los “naxamala” son los hombres de casta dependientes de los primeros (son artesanos, herreros, músicos, historiadores…)
  - Los "tago" o herreros ocupan la primera clase entre ellos. Ellos hacen armas, las herramientas de trabajo y también la joyería. Se les respeta por sus conocimientos en hierro.
  - Después del herrero viene el carpintero "sakko". Amigos de los habitantes de la selva, son los confidentes y los maestros de los demonios y tienen una gran importancia debido a sus grandes conocimientos sobre la madera.
  - Tras ellos, el cantante "jaroo". Durante las ceremonias se encargan de la animación, hablar y cantar. Ellos son los más famosos en la clase dependiente "naxamala". Son los únicos que están autorizados a decir lo que quieran y son los oradores de la sociedad, detallando la historia de las familias soninke más importantes.
  - La última clase en el "naxamala" es el zapatero "garanko", encargado de los zapatos de cuero, los asientos de montaje y las fundas de los sables.
- Por último, los “kome” son los descendientes de esclavos que fueron liberados a principios del siglo XX. Trabajan por los maestros, quienes debían cuidar de ellos, pero no siempre fue así. Los esclavos han sido siempre la principal fuerza de trabajo en la sociedad soninke. La prosperidad de la sociedad soninke se debe a su abundancia en el ámbito de la agricultura. En el pasado hubo más esclavos de los hombres libres.

La estructura y organización social soninke son típicas de los grupos mande con quienes étnicamente están emparentados. Los soninke viven en pueblos compactos donde se construyen casas en dos estilos distintos:
- Un estilo de casas redondas con paredes del ladrillo y tejados de paja.
- Otras, rectangulares con paredes del ladrillo, con habitaciones separadas en su interior y tejados de tierra planos.

No es raro encontrar familias soninke de más de 100 personas compartiendo comidas diarias.

### Reparto del trabajo
Durante la temporada de lluvias, cultivan tanto los hombres como las mujeres. Sin embargo las mujeres suelen quedarse en casa para cocinar y cuidar de sus hijos. También hacen trabajos como teñir tela de algodón. El azul añil oscuro se considera un típico color soninke. La emigración tuvo un lugar enorme en su vida. La mayoría de las mujeres el tiempo, los niños y se alojan en la casa solo cuando los jóvenes van a ciudades vecinas para encontrar dinero.
En el pasado, los hombres soninke se dedicaban a la preparación de la tierra para los cultivos, mientras que las mujeres trabajaban las huertas para el consumo familiar. Hoy, sin embargo, los varones soninke tienen uno de los índices más altos de emigración obrera del África Occidental. Aproximadamente entre un 50 y un 70 % de la población masculina está ausentes de sus casas durante temporadas que a menudo duran de dos a cuatro años. Con tal predominio numérico femenino, en una sociedad de mujeres, ancianos y niños, la sociedad soninke está evolucionando hacia una especie de matriarcado.

### Matrimonios
Los matrimonios soninke se hacen en el seno de cada categoría social, no se casan clases entre sí. Es muy importante para el soninke mantener esta organización social por lo que el hombre libre no casarse con el hombre a cargo o los esclavos. Un sacerdote puede casarse con una princesa, sin embargo, un príncipe no puede casarse con una sacerdotisa.
Existen diferentes pasos a seguir cuando se celebra un matrimonio en la sociedad soninké. Si un hombre le gusta una mujer tiene que enviar a sus padres para que convenzan a la familia de la mujer que le den a su hija en matrimonio. Si ambas familias alcanzan un acuerdo hacen lo que se llama “I na tamma laga", el compromiso, que se realiza en la mezquita. Después de este paso todos los meses el prometido debe dar a su futura familia política su "Nakhafa", la contribución del prometido a la familia de su futura esposa para sus alimentos y otros gastos. Cada Tabaski u otras fiestas, él también debe dar carne a su futura familia política. Esto no es obligatorio si no tiene los medios para hacerlo.
Cuando las dos familias acuerdan que es hora de que la nueva pareja comience a vivir juntos hacen lo que se llama "futtu" el acuerdo definitivo de matrimonio. Por lo general, un jueves por la tarde envían a la mujer a casa de su marido. En esa ocasión, los amigos de la pareja nueva pasan el día con ellos en habitaciones separadas en la casa de sus padres. Este evento es el "karikompe". La pareja se casó nueva cuenta con asesores. El asesor del hombre es el "Khoussoumanta-yougo" y el asesor de la niña es la "khoussoumanta-yakhare". Después de una semana de celebración de las mujeres se reúnen para mostrar el resultado de los regalos que la pareja recibió de sus padres, sobre todo de la madre de la mujer. Los matrimonios conllevan el pago de una dote, pero a diferencia de los pueblos vecinos, esta dote es entregada a la novia en lugar de sus padres.
La poligamia es muy habitual. La sociedad es patriliniar. En el pasado, las herencias se pasaban de los padres a los hijos. Hoy, las reglas musulmanas han obligado a que un octavo vaya a la viuda, mientras que el resto se reparte en partes iguales pero teniendo en cuenta que las hijas reciben la mitad que los hijos.

## Cultura

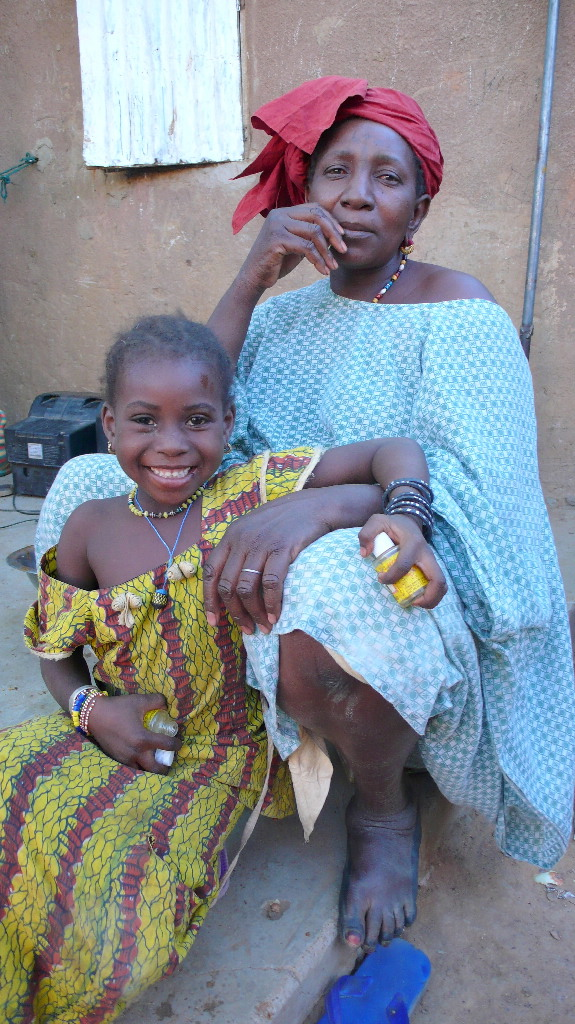
Mujer soninke y su hija en Selibaby (Guidimakha, Mauritania.

En el pasado, los hombres tenían el pelo trenzado o en rastas, untado de karité. Las mujeres tenían a menudo la cabeza afeitada o también con peinados trenzados, muy difíciles de realizar. Ellas se tatuaban los labios y las encías para destacar la blancura de sus dientes y realzar la belleza de sus rostros. Las mujeres siempre llevaban un pañuelo decorativo en la cabeza.
Los soninkes no practican la escarificación de la cara tanto como los bambara. Tanto los hombres como las mujeres, se hacen dos escarificaciones sobre las sienes y las mujeres tres más en las mejillas. La ablación de las niñas se practicaba ampliamente en el pasado, pero ya no se práctica. La mujer se perfora las orejas con varios agujeros en los que se colocan varios anillos de oro para los más ricos, plata o bronce en los casos más modestos. Joyas como collares, pulseras y tobilleras son ampliamente utilizados.
Tradicionalmente, los hombres usan el boubou (bata soninke), a menudo blanco, beige o azul índigo, se ataban un cinturón de cuero alrededor de la cintura. También usan babuchas bordadas, llamadas moukhou, o sandalias de cuero, los tepou. Las mujeres usaban la falda por debajo de la rodilla, el fendeli, y en la parte de arriba una camisa sobre la que se ponían una túnica usualmente de color azul índigo llamada dorok khor (ropa grande). Con la islamización, la falda llegará a los tobillos. El bazin ("bassa") es el tejido utilizado para las fiestas, es un tejido noble, de alta calidad. Bajo sus ropas, las mujeres llevan collares de perlas en torno a la cintura que son usados como ropa interior seductora y sólo se pueden mostrar en privado llamado khaño o dieldiele. En la cabeza, las mujeres soninké se atan artísticamente un pañuelo o foulard, llamado tikka o kala.

### Circuncisión
El autor Mamadou Soumare asegura "Por encima de la cirugía tradicional, el ritual de la circuncisión hace en las pruebas, la resistencia física, el dolor, el coraje, en una palabra, la personalidad del niño." Se organizan fiestas durante muchas semanas a partir de la fecha de la circuncisión que ha sido elegida por los notables del pueblo. Con el fin de prepararlos psicológicamente, los mayores que fueron circuncidados el año anterior organizan cada tarde un "tam-tam" para acoger al nuevo. A lo largo de la ceremonia se coloque el "tambor" llamado "Daine" en el centro y el joven que va a ser circuncidado se sienta alrededor formando un círculo junto con los otros adolescentes de la aldea, las chicas jóvenes, mujeres, hombres y esclavos. Durante este tiempo los chicos, ataviados con hermosas bufandas "Disa", cantan para ellos.

### La ablación del clítoris
La ablación del clítoris o mutilación genital femenina es una práctica común en la población Soninké, pero no viene precedida por ritos y actos públicos como es el caso en la circuncisión del varón. Según Sylvie Fainzang y Odile Journet, esta operación se realiza «a una edad que oscila entre algunas semanas y los primeros meses, durante el periodo de lactancia». Según las mismas autoras, esta operación es extremadamente dolorosa y tiene como único objetivo corregir «el sexo biológico para volverlo conforme a las representaciones sociales de la femineidad, que es vista como exclusivamente receptiva». Así, esta práctica tendría un sentido más estético que ritual, algo que ha sido criticado por numerosos investigadores.

### Gastronomía
La cocina soninke es muy variada. A modo de ejemplo, los alimentos de desayuno incluyen "fonde" (gachas de mijo, azúcar, leche y sal) y "sombi" (gachas de arroz, mijo o maíz). Para el almuerzo "demba tere" y "takhaya" son muy comunes, ambos contienen arroz y cacahuete que son ingredientes utilizados frecuentemente por los soninke. "Dere", un guiso, es una mezcla de mijo y judías.

### Apellidos

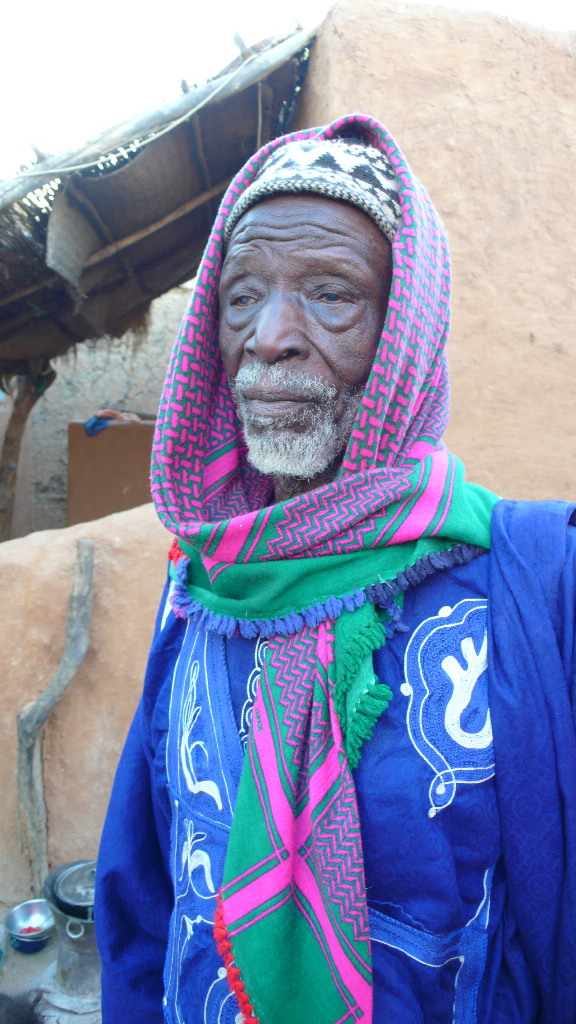
Anciano soninke en el mercado de Selibaby (Guidimakha, Mauritania.

Según Makhtar Diouf, investigador de IFAN (Institut fondamental d'Afrique noire), algunos nombres característicos de origen soninke –aunque a veces lejanos– son: Baradji, Bathily Barro, Diab, Diagana, Diawara, Drame, Gassama, Camara, Fofana, Kebe, Konte, Krubally, Touré Bakhayokho, Sakho, Sylla (o Silla), Sankareh, Cissakho (o Sissoko), Soumare, Talla, Dabo. Se podrían añadir muchos otros, como Diakite, Doucoure, Sanogo, Nder, Khouma, Kairi, Loum, Khouli, Diane, Samasa Juwara, Sokhona, o Konate Tounkara. Debido a la mezcla étnica, muchos soninke llevan también muchos otros nombres.
Cissé (y sus variantes Cise, Sise o Siise) ocupa un lugar especial porque era el apellido de los primeros seis clanes soninke de los seis hijos de Dingka. 'Ci' significa "caballo", 'cisé' sería "caballero".
Además, cada apellido se asocia con un nombre de "honor", por ejemplo, los Diaby, también son llamados "Gassama", aunque algunas personas que se apellidan Gassama, no hacen uso del otro nombre. También sucede que los nombres tales como Diawara y Traore comparten el mismo nombre de honor: Dikko.

## Economía

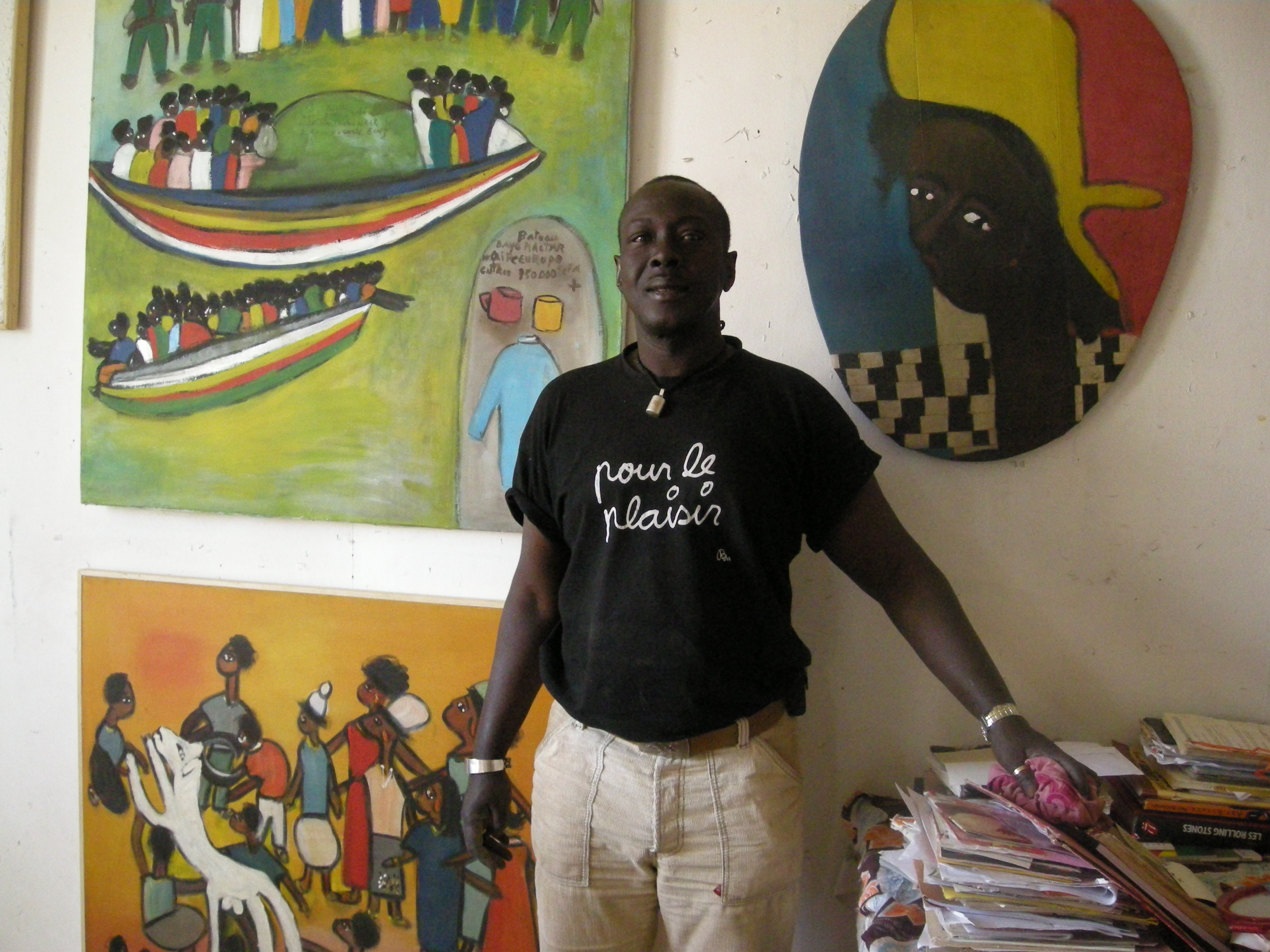
Ibrahima Kébé, un artista de origen soninke.

El soninke tradicionalmente han combinado la agricultura y el comercio, que son sus actividades económicas principales. El soninke ha alcanzado un alto nivel de vida adecuado.
Cultivan sorgo, arroz, cacahuete y mijo. Crían grandes rebaños de cabras, ovejas, caballos y vacas. La caza y la pesca apenas tienen importancia.
Descendientes de un imperio dedicado sobre todo al comercio, muchos soninke del siglo XXI se dedican hoy en día al mismo oficio. Controlan importantes parcelas de los comercios locales y hay grupos que se desplazan a los comercios importantes lejos de sus localidades. De hecho, no sólo en Senegal, Gambia, Malí y Mauritania se dedican a comerciar, también en Francia —donde son el colectivo senegalés más numeroso con diferencia— practican esta actividad económica.
Las redes de comercio, dirigidas por las confederaciones mercantiles wangara, extendieron la cultura soninke a través de las personas en la mayor parte de Malí y Senegal, el sur de Mauritania, el norte de Burkina Faso, así como partes de Gambia y Guinea-Bissau. La Maraka, comunidades comerciantes y plantaciones soninke y las plantaciones (justo al norte de la ciudad de Ségou, Malí), fueron un resorte económico bajo el imperio bambara y construyeron las rutas comerciales en toda la región.

## Lengua soninké

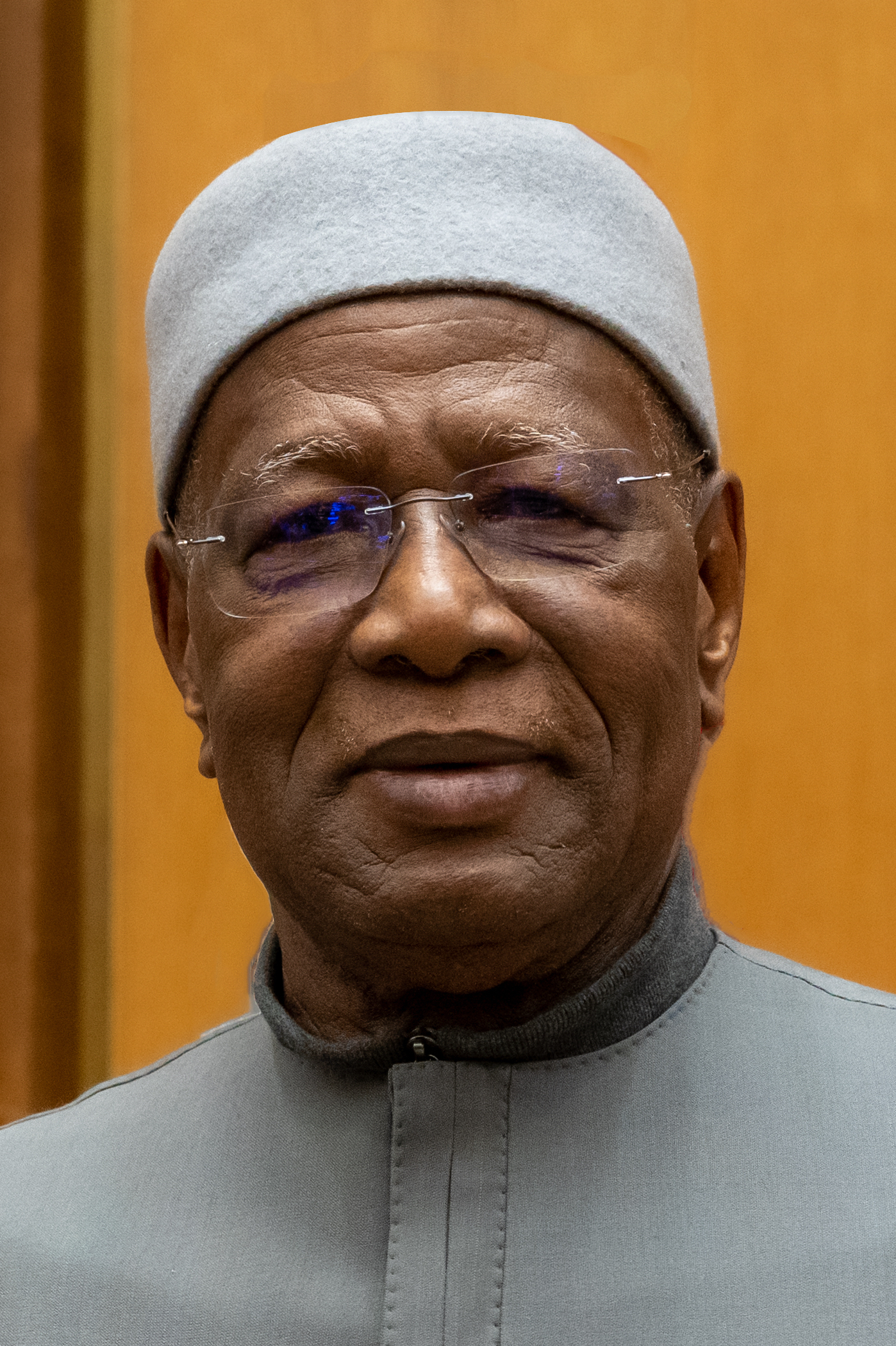
Abdoulaye Bathily, especialista de la historia y la lengua soninké.

## Religión
En la actualidad, la mayoría de soninké (80 %) son musulmanes suníes, excepto pequeños grupos cristianos, y el resto mantiene una mezcla varias religiones animistas. Si bien los soninké son sobre todo practicantes de religión islámica, aunque conservan ciertas creencias heredadas de la época previa a la islamización. De hecho, al parecer, se mantiene un culto a la lluvia y a las fuerzas del agua, cuyo origen se remonta al culto de Bida, la serpiente protectora del imperio de Wagadu. Creen también en los “suxuna”, unos seres capaces de infligir enfermedades mortales a hombres y mujeres.